# Mistrzostwa Europy w Lekkoatletyce 1954 – chód na 50 km mężczyzn
Chód na dystansie 50 kilometrów mężczyzn był jedną z konkurencji rozgrywanych podczas V Mistrzostw Europy w Bernie. Został rozegrany 26 sierpnia 1954. Zwycięzcą został reprezentant ZSRR Władimir Uchow przez zawodnikiem z Czechosłowacji Josefem Doležalem, który poprzedniego dnia zwyciężył w chodzie na 10 000 metrów. W rywalizacji wzięło udział dwudziestu jeden zawodników z trzynastu reprezentacji.

## Rekordy
| Rekord świata     | Władimir Uchow (SUN) | 4:20:30 | Leningrad, ZSRR | 29.08.1952 |
| Rekord Europy     | Władimir Uchow (SUN) | 4:20:30 | Leningrad, ZSRR | 29.08.1952 |
| Rekord mistrzostw | John Ljunggren (SWE) | 4:38:20 | Oslo, Norwegia  | 25.08.1946 |

## Wyniki
| Miejsce | Zawodnik           | Czas      | Uwagi |
| ------- | ------------------ | --------- | ----- |
| 1       | Władimir Uchow     | 4:22:11,2 | CR    |
| 2       | Josef Doležal      | 4:25:07,4 |       |
| 3       | Antal Róka         | 4:31:32,2 |       |
| 4       | John Ljunggren     | 4:38:09,6 |       |
| 5       | János Somogyi      | 4:41:40,4 |       |
| 6       | Frank Bailey       | 4:46:06,4 |       |
| 7       | Abdon Pamich       | 4:49:06,4 |       |
| 8       | Ion Baboie         | 4:49:30,0 |       |
| 9       | Edgar Bruun        | 4:52:13,0 |       |
| 10      | Paavo Saira        | 5:06:58,0 |       |
| 11      | René Charrière     | 5:08:21,0 |       |
| 12      | Marcel Petitville  | 5:12:02,4 |       |
| 13      | Trajko Mastagarkow | 5:23:14,4 |       |
| 14      | Jules Gosse        | 5:23:19,4 |       |
| –       | Roger Chaylat      | DNF       |       |
| –       | Giuseppe Dordoni   | DNF       |       |
| –       | Albert Johnson     | DNF       |       |
| –       | Pawieł Kazankow    | DNF       |       |
| –       | Louis Marquis      | DNF       |       |
| –       | Harald Persson     | DNF       |       |
| –       | Åke Söderlund      | DNF       |       |